# Route nationale 608
Pour les articles homonymes, voir Route 608.
La route nationale 608 ou RN 608 était une route nationale française reliant Saint-Pons-de-Thomières à Saint-André-de-Sangonis. À la suite de la réforme de 1972, elle a été déclassée en RD 908.

## Ancien tracé de Saint-Pons-de-Thomières à Saint-André-de-Sangonis (D 908)
- Saint-Pons-de-Thomières
- Riols
- Prémian
- Saint-Étienne-d'Albagnan
- Olargues
- Saint-Julien
- Colombières-sur-Orb
- Le Poujol-sur-Orb
- Hérépian
- Bédarieux
- Villeneuvette
- Clermont-l'Hérault

La RN 608 fait tronc commun avec la RN 9 pour rejoindre Ceyras.
- Ceyras
- Saint-André-de-Sangonis

## Sites visitables à proximité de la route
- Les gorges d'Héric
- Le cirque de Mourèze